# Owczarek (Rudawy Janowickie)
Owczarek – okazała skałka w południowo-zachodniej Polsce, w Sudetach Zachodnich, w Rudawach Janowickch.

## Położenie
Skałka położona jest w Sudetach Zachodnich, w południowej części Rudaw Janowickch, na wschodnim zboczu Bobrzaka i Rudnika, w pobliżu Rudnika, na wysokości ok. 810 m n.p.m.

## Charakterystyka
Skałka zbudowana jest z granitu karkonoskiego, w którym występują żyły aplitów. Osiąga wysokość ok. 10 m.
Znajduje się w młodym lesie. Jest słabo niewidoczna i nie stanowi punktu widokowego.

## Ochrona przyrody
Skałka położona jest w obrębie Rudawskiego Parku Krajobrazowego.

## Turystyka
Powyżej Owczarka biegnie  żółty szlak turystyczny z Przełęczy Kowarskiej na Skalnik.